# Stüdlhütte
Stüdlhütte (česky Stüdlova chata) je horská chata v rakouských Alpách a je spravována mnichovskou sekcí Německého alpského spolku. Byla postavena z financí alpinistického nadšence a předsedy spolku Pražské sekce Německého a rakouského alpského spolku/Deutscher und Österreichischer Alpenverein (DuÖAV) Johanna Stüdla (1839 Praha - 29.1.1924 Salcburk) . Poslední její rekonstrukce proběhla v letech 1993-1996. Až do roku 1945 byla Stüdlhütte chloubou Pražské sekce. Dnes je to moderní horská chata, která umožňuje přespání až 200 horolezcům.

## Historie
Autorem, projektantem, realizátorem a investorem Stüdlhütte/Stüdlovy chaty v sedle Vanitscharte na úpatí hřebene Stüdlgrat vedoucímu na nejvyšší vrchol Rakouska Grossglockner se stal pražský obchodník Johann Stüdl (1839-1924), syn pražského lahůdkáře. V roce 1869 se jednalo o první horolezeckou chatu ve Východních Alpách. Alpinistický nadšenec J. Stüdl ji dal od jara do vybudoval pro vesničku Kals a celou oblast jižně od Großglockneru. Österreichischer Alpenverein/Rakouský alpinistický spolek tehdy odmítl na stavbu chaty přispět a tak ji Stüdl financoval i s přístupovými cestami (později i zajištění hřebene Stüdlgrat na vrchol Großglockneru) celou z vlastních financí. Na stavbě se podíleli zejména horští vůdci z Kalsu pod vedením okresního inženýra z východotyrolského Lienzu Egida Peggera.
„Před lavinami je tato chata v naprostém bezpečí. Budova má délku 20 a šířku 12 metrů. Na západní straně je vysoká 6,5 stopy a na východní straně 8 stop. Stěny jsou zděné obložené pevnými trámy.“
Karl Hofmann, Alpenfreund 1870 

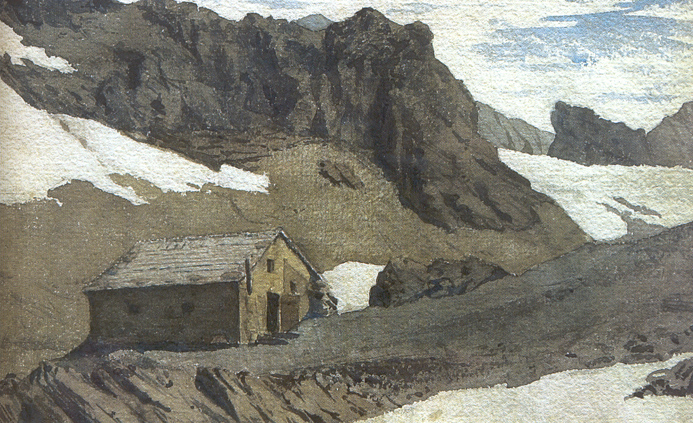
Stüdlhütte v roce 1874, malíř neznámý

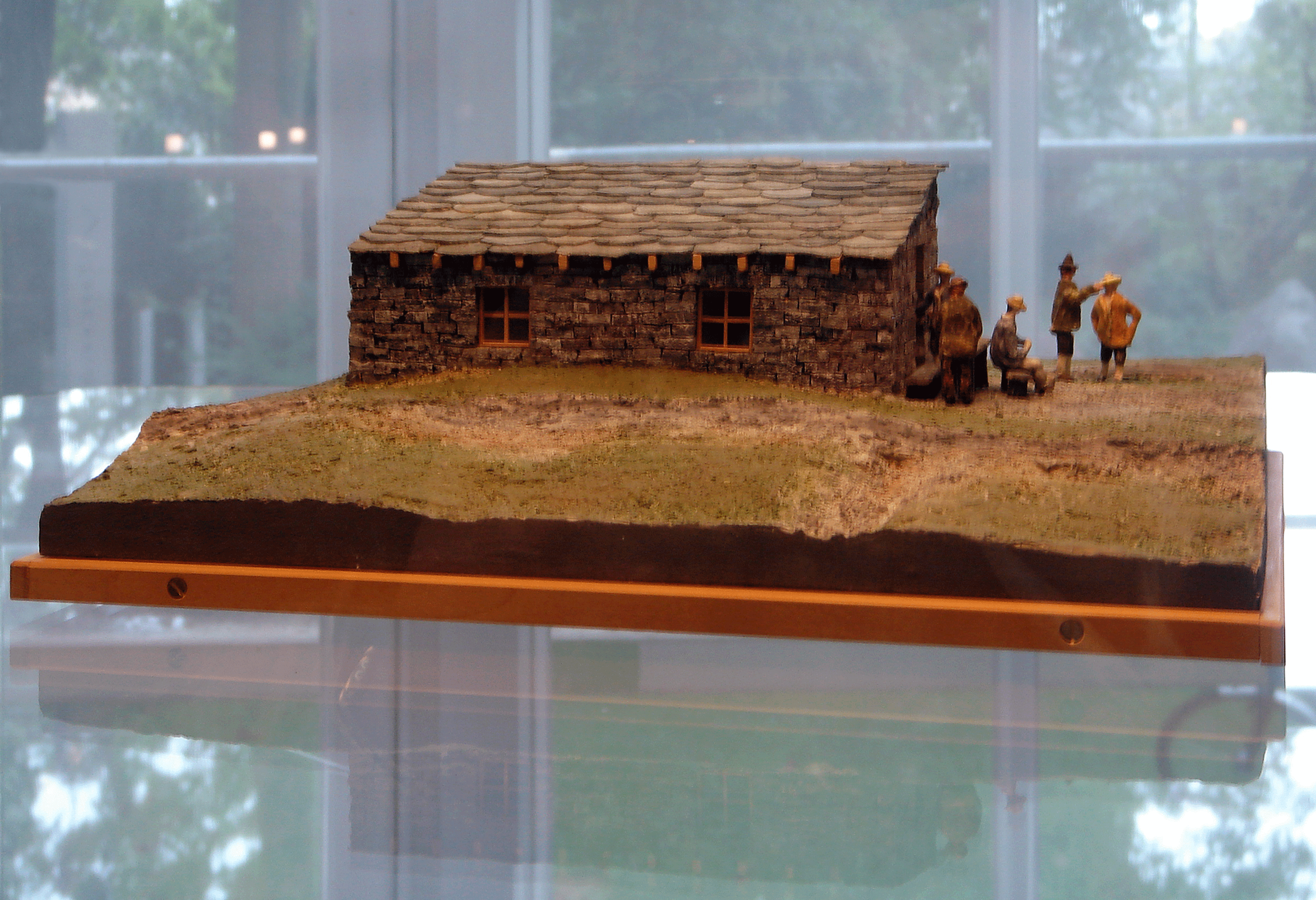
Model prvního stavebního provedení z roku 1868 (Alpines Museum München)

Po jejím slavnostním vysvěcení farářem Lerchem z Kalsu 15. září 1869 Stüdl sepsal inventář a domácí řád, který jasně definoval vlastnictví, dohled nad chatou, její návštěvnost, přespávání, stravování, úklid i cenu. V září 1869 chatu věnoval hospodáři z Kalsu Thomasovi Groderovi, který se zavázal chatu udržovat a v případě potřeby zvětšit. Další přestavby proběhly v roce 1870 a v letech 1872 a 1873, kdy poskytovala ubytování pro 30 lidí. Nakonec chatu Stüdl v červenci 1877 odkoupil zpátky, jelikož se o ni nikdo nestaral. Od roku 1883 byla Stüdlhütte celoročně otevřena a pro stoupající nároky turistů v letech 1887 a 1892 znovu zvětšena a stavebně upravena. Zrovna tak byla upravena i přístupová cesta (3 mosty), která se od roku 1894 dala celá projet na koni.
Před první světovou válkou ve dnech 1. a 2. srpna 1910 zde pobýval při svém výstupu na Grossglockner král Fridrich August I. Saský. Jeho obraz je stálým inventářem horské chaty. Během první světové války nebyla chata v provozu a v roce 1919 se nacházela v dezolátním stavu: „okna byla rozbita, střecha netěsnila a vnitřní vybavení bylo povětrnostními podmínkami poškozené”. DuÖAV poskytl subvenci nejprve ve výši 20 000 Kč a v dalších letech 150 000 říšských marek.
„Mně náležející chata v sedle Vanitscharte pod Großglocknerem u Kalsu, která nese moje jméno, patří k mé pozůstalosti. Neboť každoroční údržba chaty vyžaduje značnou částku a proto tvoří značné zatížení pro dědice, přikazuji, aby byla chata prodána. Po mé smrti má být zahájeno okamžité jednání s DAV Praha, který má přednostní právo nákupu chaty, a s centrálním výbore DuÖAV…., musí být navždy pojmenována Stüdlhütte.“
Johann Stüdl, úryvek ze závěti
V roce 1926 prošla chata velkou přestavbou za 347 983 Kč (k tomu 20 800 Kč za nové vnitřní vybavení) a stala se tak největší horskou chatou ve Vysokých Taurách (pro 60 osob). V den 60. výročí jejího prvního otevření 22. 7. 1928 se konalo její slavnostní znovuotevření a v tomto roce ji navštívilo 2 502 turistů.

## Příjezd
- autem: parkoviště Lucknerhaus (1918 m)

## Výstup
- od Lucknerhaus přes Lucknerhütte, 2-2,5 hodiny

## Túry, výstupy na vrcholky
- Großglockner (3798 m)
- Schere (3031 m)
- Fanatkogel (2905 m)